# اواس‌اف
اواس‌اف (انگلیسی: Oxford Scientific Films) شرکت فیلم‌سازی بریتانیایی است، که در سال ۱۹۶۸ تأسیس شد.